# 予定調和説
予定調和説（よていちょうわせつ、フランス語: harmonie préétablie）は、すべての「実体」は自分自身にのみ影響し独立しているとする、因果関係に関するライプニッツの哲学、神学的原理である。     
この考え方では、世界を構成する要素である実体（身体と心の両方）はそれぞれ因果関係があるように見えるが、それは神によって事前に互いに「調和」するように設計されているためだとしている。  
ライプニッツはこの実体をモナドと名付け、「モナドには、そこを通って出入りできる窓はない」（相互作用しない）と『単子論』(Monadology§7）で説明した。

## 概要
この理論は心と体がどのように相互作用するかという心身問題の解決策として知られている。ライプニッツは心と体が互いに影響しあうという考えを否定し、すべての因果関係をこの理論で説明した 。 
予定調和説の下では、それぞれの精神の事前の設計は非常に複雑でなければならない。なぜなら、それぞれの精神は他と相互作用しないためである。相互作用しているように見えるためには、各々の実体の設計は、宇宙全体の記述を含むか、または見かけ上生じる全ての相互作用に対してどのように振舞うかの説明が含まれている必要がある。 
例： 
リンゴがアリスの頭に落ち、どうやら彼女の心に痛みの経験を引き起こしている。 しかし実際にはリンゴは痛みを引き起こしていない。痛みは、以前のアリスの心の状態によって引き起こされている。 アリスが怒りで手を震わせたように見える場合、実際に行動を引き起こすのは彼女の心ではなく、彼女の手の以前の状態である。
また、精神が相互作用しないモナドとして振る舞うなら、その精神が知覚を得るために他の物体が存在する必要はなく、その精神のみからなる唯我論的な宇宙につながる、とライプニッツは『形而上学叙説』セクション14で認めている。 
ライプニッツは、 神が可能な限り最良かつ最も調和のとれた世界を創る最善世界説によって、各モナドの知覚 （内部状態）が世界全体を「表現」し、モナドによって表現された世界は実際に存在するとした。 
ライプニッツは各モナドは「窓なし」であると述べているが、彼はまた、モナドが創造された宇宙全体の「鏡」として作用すると主張していた。   
時折、ライプニッツは自身を「予定調和システムの作者」と呼んでいた 。 
イマヌエル・カントの教授であったマーティン・クヌーツェンは、予定調和を「怠惰な心にとっての枕」とみなした  。